# Marmite

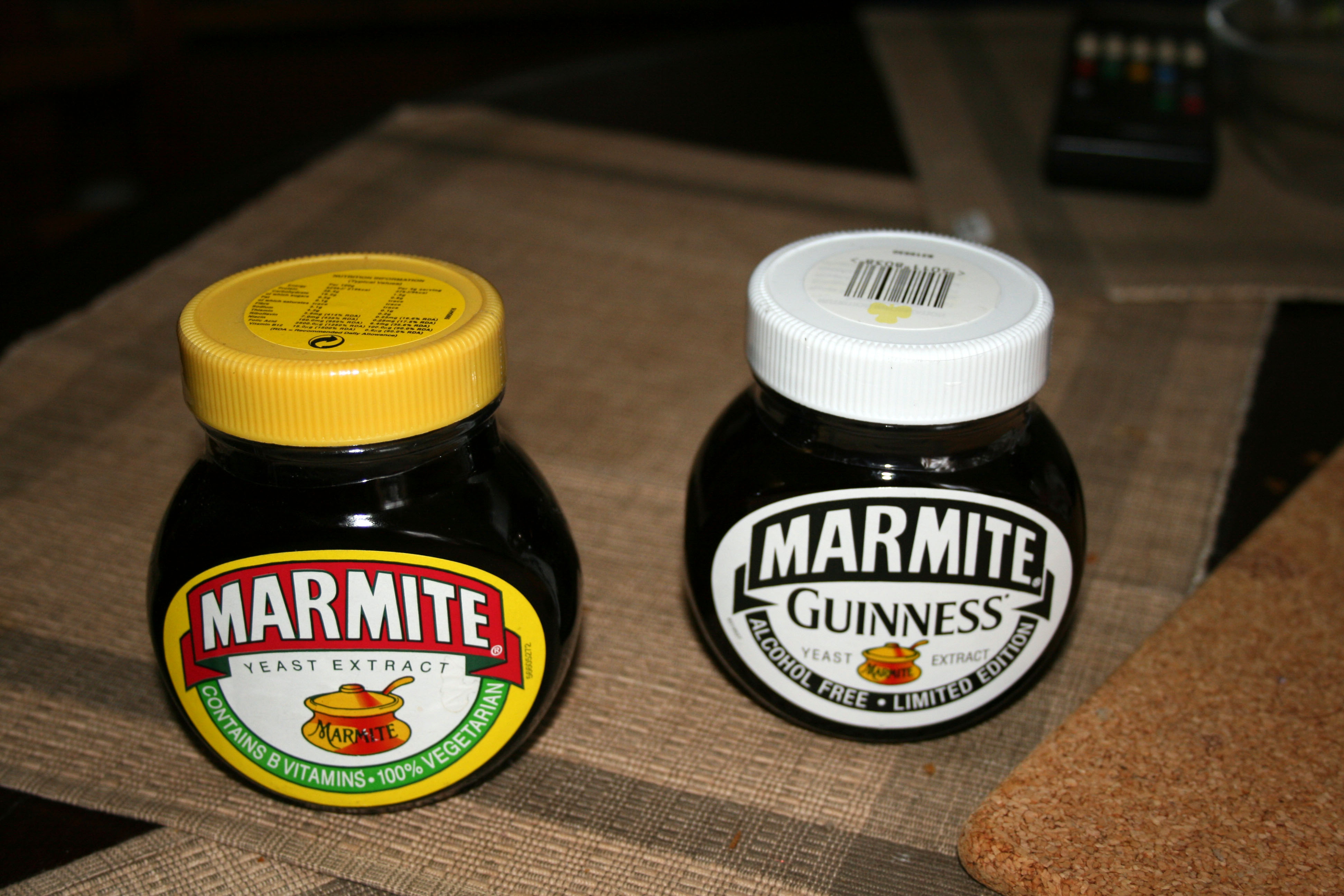
Marmite

Marmite (wym. /ˈmɑːmaɪt/) – brytyjski produkt spożywczy wykorzystywany głównie jako smarowidło do chleba, a także jako dodatek do kanapek, zup czy mielonego mięsa wołowego oraz składnik marynaty do mięsa z kurczaka. Jest to wyciąg drożdżowy, powstający jako produkt uboczny podczas warzenia piwa. Ma konsystencję pasty o ciemnobrązowym kolorze i intensywnym zapachu, a w smaku przypomina sos sojowy.
Wynalezienie produktu przypisuje się niemieckiemu chemikowi Justusowi von Liebigowi. Produkcja rozpoczęta została w 1902 roku w Burton upon Trent przez przedsiębiorstwo Marmite Food Company. Marmite dostępne jest w słoiczkach o różnej pojemności, których kształt niewiele zmienił się od 1920 roku i ma charakterystyczną czerwono-żółtą etykietkę. Podczas I wojny światowej stanowił standardowy składnik prowiantu żołnierzy brytyjskich. Marka Marmite należy obecnie do przedsiębiorstwa Unilever.
Ze względu na charakterystyczny smak, do Marmite przylgnęło określenie, że „albo się je kocha, albo nienawidzi”.

## Wartość odżywcza
Marmite zawiera witaminy z grupy B (B1, B2, B12, kwas foliowy i niacynę). Za charakterystyczny smak i zapach odpowiadają dodatki, tj. sól, różne ekstrakty roślinne (z warzyw i przypraw), ekstrakt z selera, ocet słodowy i cukry słodowe oraz glutaminian sodu obecny w drożdżach. Nie zawiera tłuszczu ani białego cukru.
Wartość energetyczna wynosi 236 kcal/100 gramów produktu.
Według informacji podanych przez producenta na opakowaniu, porcja pasty Marmite (4 gramy) zawiera 0,6 mikrogramów witaminy B12 (15 mikrogramów/100 g), więc stanowi bogate jej źródło, które może pokryć około 60% dziennego zapotrzebowania, wynoszącego w zależności od wieku i płci 2,5–5 mikrogramów.
W związku z tym, że Marmite zawiera znaczną ilość soli kuchennej (0,44 g soli kuchennej/porcję, czyli 0,2 g sodu/porcję), zaleca się nie przekraczać 4-gramowej porcji konsumpcyjnej dla dorosłych i 2-gramowej dla dzieci (ilość „na koniec noża”). Marmite nie należy podawać dzieciom, które nie ukończyły jeszcze pierwszego roku życia. Także osoby na diecie z ograniczeniem soli lub sodu powinny wziąć pod uwagę ilość soli spożywaną wraz z pastą Marmite.

## Marmite Guinness

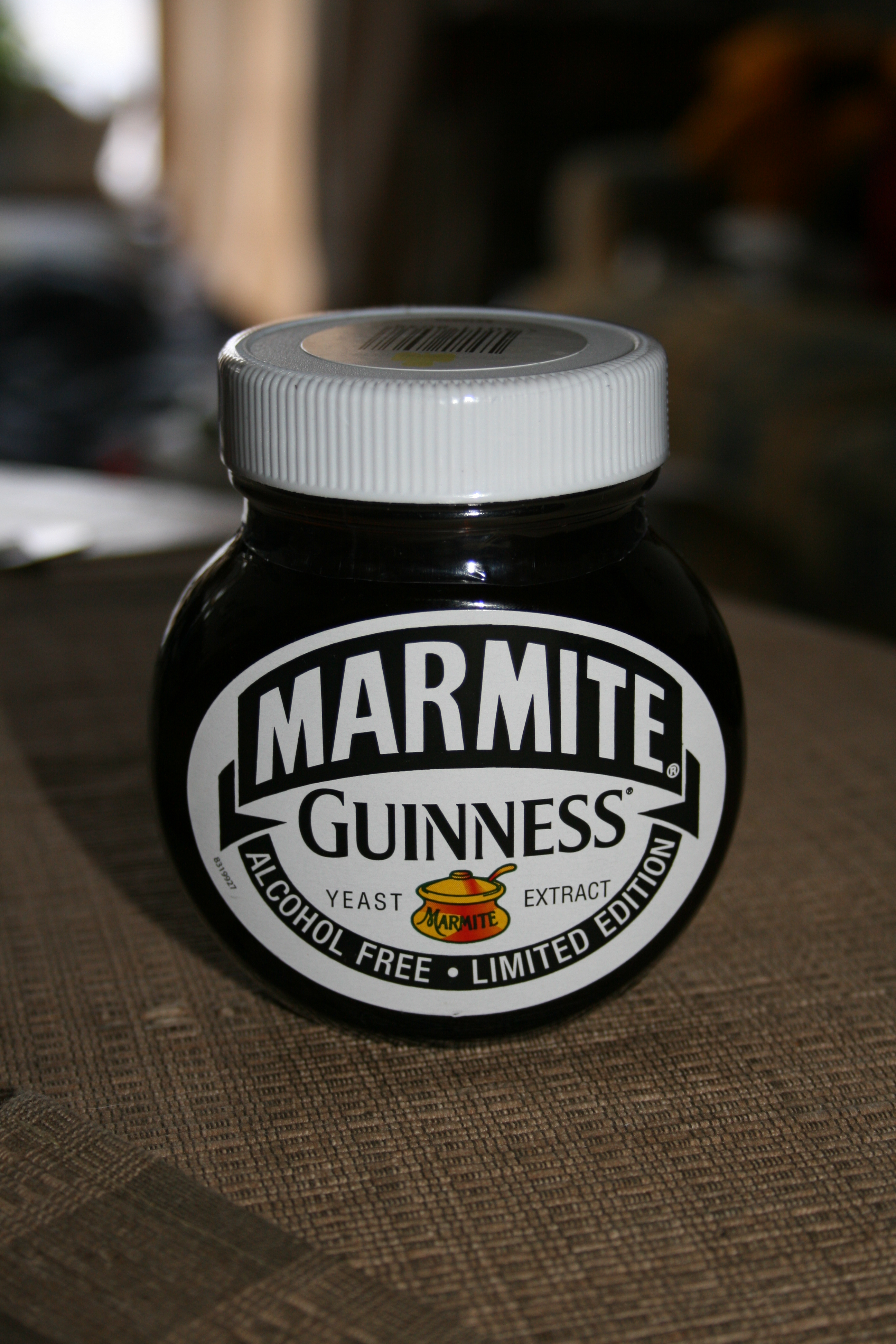
Marmite Guinness

Marmite Guinness to limitowana edycja, która powstała dzięki współpracy producenta Marmite z firmą Guinness, w celu uczczenia dnia św. Patryka. Wyprodukowano 300 tysięcy charakterystycznych czarno-białych słoiczków z pastą, która zawiera 30% ekstraktu drożdżowego pochodzącego z drożdży stosowanych przez firmę Guinness. Dzięki temu uzyskano subtelny smak i zapach charakterystyczny dla piwa Guinness, lecz bez zawartości alkoholu.